# Stary Dwór (Kwidzyn)
Pour les articles homonymes, voir Stary Dwór.
Stary Dwór est une localité polonaise de la gmina rurale et du powiat de Kwidzyn en voïvodie de Poméranie. Elle se trouve à environ 72 km au sud de la capitale régionale Gdańsk.

## Géographie

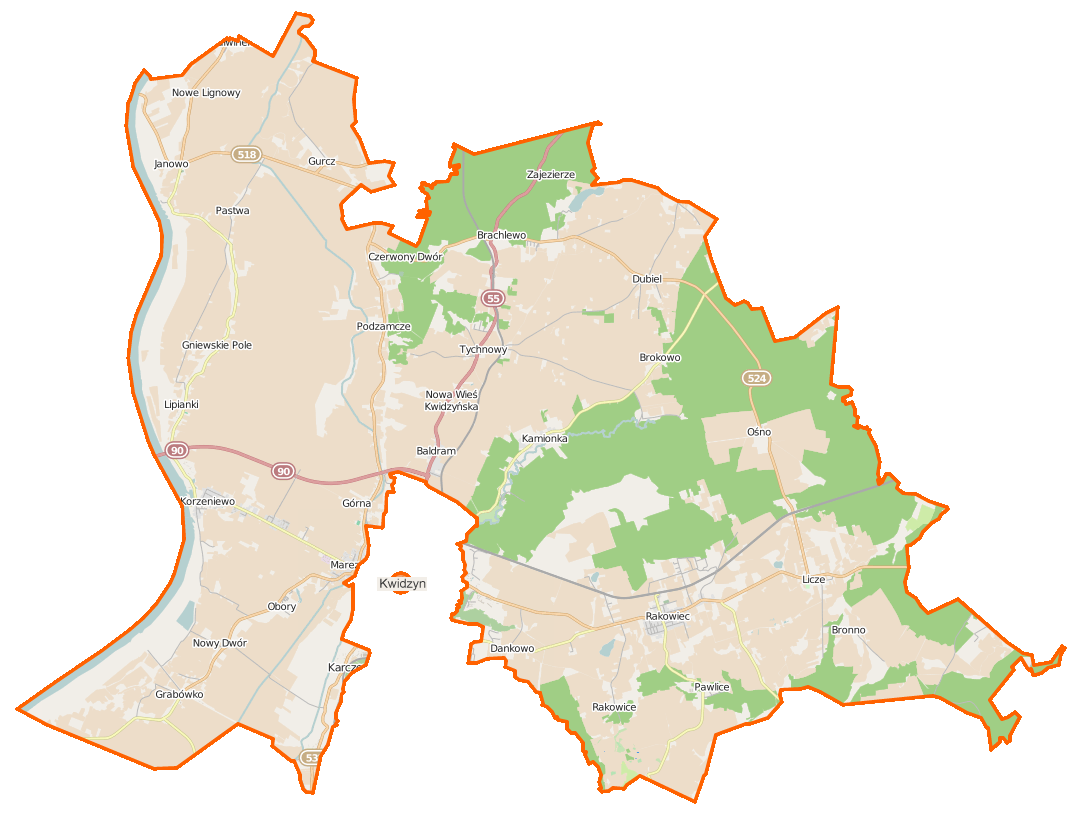
Carte de la gmina de Kwidzyn.